# جون كلارك مور
جون كلارك مور هو سياسي كندي، ولد في 21 سبتمبر 1872 في كيبك في كندا، وتوفي في 18 مايو 1943. حزبياً، نشط في حزب كندا المحافظ. وقد انتخب عضو مجلس العموم الكندي.